# François-Marie Robert-Dutertre
François-Marie Robert-Dutertre (3 juin 1815, Ernée - 15 août 1898) est un écrivain, homme politique libre-penseur français.

## Biographie
Il étudia le droit. Il fut pendant les 17 dernières années de sa vie adjoint d'Ernée .Il a publié, outre une série d'articles dans divers périodiques, différents ouvrages. (voir ci-dessous) 

## Publications
- Chants composés pour l'orphéon d'Ernée, Fougères, Douchin, s.d., in-8, 14 p. ;
- Principes généraux d'agriculture, Mayenne, Derenne, 1861, in-8, 59 p. ;
- Notice sur...le Comice agricole d'Ernée, Mayenne, Derenne, 1862, in-8, 32 p. ;
- M. le Progrès et Mme la Routine, scénario, mêlé de chants, Mayenne, Derenne, 1864, in-8, 24 p. ;
- Ensemencements et labours ;
- Notice sur... comice agricole d'Ernée, Mayenne, Derenne, 1866, in-8, 22 p. ;
- Loisirs lyriques, Paris, 1866 ;
- Les angoisses d'un mari sexagénaire, comédie, 1 acte en vers, Laval, Moreau, 1866, in-12, 42 p. ;
- Les campagnes de Crimée, poème, Laval, Lenormand, 1866, in-8, 12 p.
- Histoire d'un grain de blé, Laval, Bonnieux, 1875, in-12, 159 p. ;
- La bonne agriculture rationnellement démontrée, Paris, Marie Blanc, 1877, in-12, 29 p. ;
- Eloge de Voltaire, poésies, Paris, Marie Blanc, 1877, in-8, 22 p. ;
- Les bataillons scolaires, poème, Laval, 1884, in-8, 4 p. ;
- L'article VII et l'instruction des femmes, poème, Laval, imprimerie Jamin, s.d., in 12, 16 p.